# Associação Esportiva Santa Tereza
A Associação Esportiva Santa Tereza é um clube de futebol amador brasileiro da cidade de Belo Horizonte. Tem alguma tradição nas categorias de base, tendo como principal revelação o volante Cleisson, o meia Irênio, o atacante Alex Mineiro, entre outros.
Seu grande rival é o Venda Nova.

## Títulos e campanhas notáveis
- Campeonato Amador de Belo Horizonte: tetracampeão em 1946-1947-1948-1949
- Taça BH de Futebol Júnior: vice-campeão em 1988
- Copa São Paulo de Futebol Júnior: terceiro lugar em 1992
- Campeonato Mineiro sub-20 (júnior): campeão em 1987 e 1993
- Campeonato Mineiro sub-17 (juvenil): campeão em 1992
- Campeonato Mineiro sub-15 (infantil):campeão em 1984